# Mwanzakombe
Mwanzakombe (oder Kazembe) ist eine Kleinstadt mit 16.077 Einwohnern (2022) in der Provinz Luapula in Sambia auf etwa 960 Metern Höhe. Er ist der Verwaltungssitz des gleichnamigen Distrikts.

## Geografie
Der Ort liegt in dem Bereich, wo der Ngona in die Sümpfe des Luapula mündet, etwa 40 Kilometer südlich des Mwerusee.